# Klaus Pedd
Klaus Pedd (* 14. August 1943 in Radom; † 7. August 2017 in Hainichen) war ein deutscher Radsportler aus der DDR, der in den 1960er Jahren aktiv war.

## Sportliche Laufbahn
Klaus Pedd war gelernter Dreher. Er bestritt Straßenrennen und spezialisierte sich Ende der 1960er Jahre auf Querfeldeinrennen. Als Straßenfahrer konnte er 1962 das Trikot des besten Nachwuchsfahrers bei der DDR-Rundfahrt gewinnen (52. im Endklassement). 1963 gewann er das Rennen Rund um die Braunkohle, das unter dem Namen Neuseen-Classic weiterhin besteht (Stand 2018). 1964 startete er bei der Ungarn-Rundfahrt, wo er die dritte Etappe gewann und die er als 10. beendete. Er startete mehrere Jahre für den SC DHfK Leipzig und schloss sich nach seinem Ausscheiden aus dem Sportclub der BSG Motor Hainichen an. In deren Trikot errang er auch den DDR-Meistertitel im Querfeldeinrennen 1970. Bei Motor Hainichen war er auch ehrenamtlich als Trainer aktiv und galt als Entdecker und Förderer von Joachim Vogel.
Nach seiner aktiven Karriere war er im Radsport Team Erdgas 2012 engagiert.